# 北海道貿易物産振興会
一般社団法人北海道貿易物産振興会（ほっかいどうぼうえきぶっさんしんこうかい）は、北海道札幌市にある北海道の貿易振興と道産品の販路拡大を目的とした社団法人。

## 協会概要
- 事務局 - 〒060-0001 札幌市中央区北1条西2丁目 北海道経済センタービル1F
- 会長 - 高橋清一郎二 曲〆高橋水産株式会社代表取締役社長長)
- 活動内容 - 国内外における道産品の取引の相談・斡旋、取引商談会、物産展等の開催、道産品展示即売所等の運営。

## 沿革
- 1964年　設立

## 会員
- 総会員数 : 353 (令和2年7月1日現在)
  - 会員構成 : 企業 302、団体等 33、市 18

## 店舗
- 常設展示、即売所
  - 北海道どさんこプラザ札幌店（JR札幌駅）

## 関連事項
- 北海道どさんこプラザ